# Jan van Heusden
Jan van Heusden (eerste helft 16de eeuw) was proost van Sint Donaas in Brugge.
In 1513 werd van Heusden proost van Sint Donaas en kanselier van Vlaanderen. Hij bleef dit tot in 1520, vermoedelijk de datum van zijn overlijden.
Jan van Heusden behoorde vermoedelijk tot de belangrijke adellijke familie Van Heusden uit Noord-Brabant. Honderd jaar eerder was er al een Jan van Heusden (†1401) proost van het kapittel van de Onze-Lieve-Vrouwekerk in Brugge.